# Hermann Walser
Hermann Walser (* 11. Dezember 1870 in Biel; † 1. Mai 1919 in Bern; heimatberechtigt in Teufen) war ein Schweizer Geograph und Hochschullehrer aus dem Kanton Appenzell Ausserrhoden.

## Leben
Hermann Walser war ein Sohn von Adolf Walser, Buchbinder und Kaufmann, und der Elisa Marti. Er war der Bruder von Karl Walser und Robert Walser. Er studierte Geographie, Geologie, Geschichte und Literatur an den Universität Bern, an der Ludwig-Maximilians-Universität in München sowie an der Universität in Leipzig. Er erwarb 1892 das Diplom für das höhere Lehramt. Im Jahr 1896 promovierte er bei Eduard Brückner. Von 1893 bis 1894 arbeitete er als Sekundarlehrer in Herzogenbuchsee. Ab 1894 bis 1909 war er Gymnasiallehrer in Bern. Im Jahr 1909 wurde er Privatdozent und ausserordentlicher Professor. Ab 1911 hatte er einen Lehrstuhl als ordentlicher Professor für Anthropogeographie an der Universität Bern. Walser befasste sich mit dem Kulturlandschaftswandel, der Siedlungsforschung sowie den Beziehungen zwischen Politik und Geographie. Er arbeitete auch am Geographischen Lexikon der Schweiz mit.

## Schriften (Auswahl)
- Veränderungen der Erdoberfläche im Umkreis des Kanton Zürich seit der Mitte des 17. Jahrhunderts. Untersuchungen, angestellt auf Grund der topografischen Karte von J. C. Gyger aus dem Jahre 1667. Haller’sche Buchdruckerei, Bern 1896 (Diss. phil. nat. Bern).
- Dörfer und Einzelhöfe zwischen Jura und Alpen im Kanton Bern. Buchdruckerei K. J. Wyss, Bern 1900 (Neujahrs-Blatt der Literarischen Gesellschaft Bern).
- Die Schweiz. Ein Begleitwort zur eidgenössischen Schulwandkarte. Francke, Bern 1902.
- Landeskunde der Schweiz. Göschen, Berlin u. Leipzig 1908 (Sammlung Göschen; 398).
- Dr. Walter Volz’ unglückliche Reise nach Liberia. In: Die Schweiz. Schweizerische illustrierte Zeitschrift. Bd. 12 (1908), S. 153–160.
- Zur Geographie der politischen Grenzen. In: Mitteilungen der ostschweizerischen geographisch-kommerziellen Gesellschaft in St. Gallen (1910), S. 1–18.
- Geographische Grundlagen schweizerischer geschichtlicher Entwicklung. In: Wissen und Leben. Bd. 4 (1911), Heft 9, S. 588–606.
- Der eiszeitliche Riesentopf bei Althaus im Köniztale bei Bern. In: Mitteilungen der Naturforschenden Gesellschaft in Bern (1913).
- Stand und Aufgabe der Siedlungsgeographie der Schweiz. In: Jahrbuch des Vereins schweiz. Gymnasiallehrer. Bd. 43, (1914), S. 155–174.
- Zur gegenwärtigen politisch-geographischen Stellung der Schweiz. In: Geographische Zeitschrift. Bd. 23 (1917), Heft 6, S. 281–293.
- Vermag die Schweiz den Nahrungsbedarf ihrer Bevölkerung auf eigenem Gebiet decken? In: Eduard Neuenschwander (Hg.): O mein Heimatland. Ein Kalender fürs Schweizervolk. Rascher u. Burkhardt,  Zürich u. Genf, S. 260–264.